# Hudební akademie arcivévodkyně Žofie
Hudební akademie arcivévodkyně Žofie, též Žofiin hudební spolek či Žofínská akademie (německy Sophien-Akademie), ale existují také další názvy jako Prager Singacademie apod., byl původně pěvecký spolek založený v roce 1840 v Praze. Nesl jméno arcivévodkyně Žofie Frederiky.

## Historie
Činnost spolku byla zahájena 11. června 1840. Na základě císařského povolení z 19. října téhož roku byla akademie pojmenována po arcivévodkyni Žofii Frederice, matce pozdějšího císaře Františka Josefa I. U zrodu spolku stáli zástupci české aristokracie. Zakladatelem společnosti byl sbormistr a skladatel Alois Jelen (1801-1857), který byl v letech 1840-1844 jejím prvním ředitelem.
V roce 1840 byl na pražském Žofíně (Slovanském ostrově) založen původně pěvecký spolek zaměřený na pěstování české i evropské klasické hudby. První veřejný koncert Žofínské akademie se uskutečnil dne 18. března 1841 v sále Žofínského paláce.
Ve spolku krátce působil jako ředitel také František Škroup a za jeho vedení byla dne 15. května 1860 provedena 9. symfonie Ludwiga van Beethovena. 
Na konci 60. let 19. století se spolek dostal do finančních potíží a došlo k poklesu veřejné koncertní činnosti. Dne 28. dubna 1876 bylo zvoleno nové předsednictvo, převážně německojazyčné. Po rozhodnutí valné hromady byl činnost Žofínské akademie dne 1. listopadu 1899 definitivně ukončena.

## Vedení akademie
- Alois Jelen 1840–1844
- Jan Nepomuk Škroup 1844–1849
- Jan Nepomuk Maýr 1849–1850

- Václav Emanuel Horák 1850–1851
- František Arnold Vogl 1851–1855